# シャーバーン・バーナム

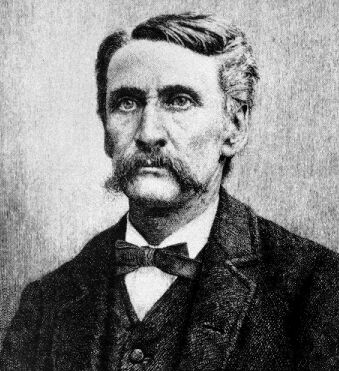
「シャーバーン・バーナム」

シャーバーン・バーナム（Sherburne Wesley Burnham, 1838年12月12日 – 1921年3月11日）は、アメリカ合衆国のアマチュア天文学者。多くの二重星を発見し二重星のカタログを出版した。

## 生涯
バーモント州に生まれた。ニューヨークに移り、南北戦争の間は北軍の速記者になり、戦後は裁判所の速記者の職を得た。天文観測を趣味とし、1869年に天文機器製作者のクラークと知り合い、望遠鏡を自宅に設置した。1871年に最初の新しい二重星を発見し、1872年までに81個の二重星を見つけた。新しい二重星を探すために二重星のカタログを作成した。1874年にイギリスの王立天文学会の会員に迎えられた。1898年から1902年にかけては週末にヤーキス天文台で観測する生活を送り、裁判所を退職した1902年からフルタイムの観測者になった。1900年にそれまで発見した二重星のカタログGeneral Catalogue of 1290 Double Starsを出版した。二重星のカタログは13,655個の二重星を収録するものとなった。
1894年に王立天文学会ゴールドメダルを受賞し、1904年、フランスの科学アカデミーからラランド賞を受賞した。小惑星(834)「Burnhamia」はバーナムの功績を記念して名付けられたものである。